# 매트 헤이그

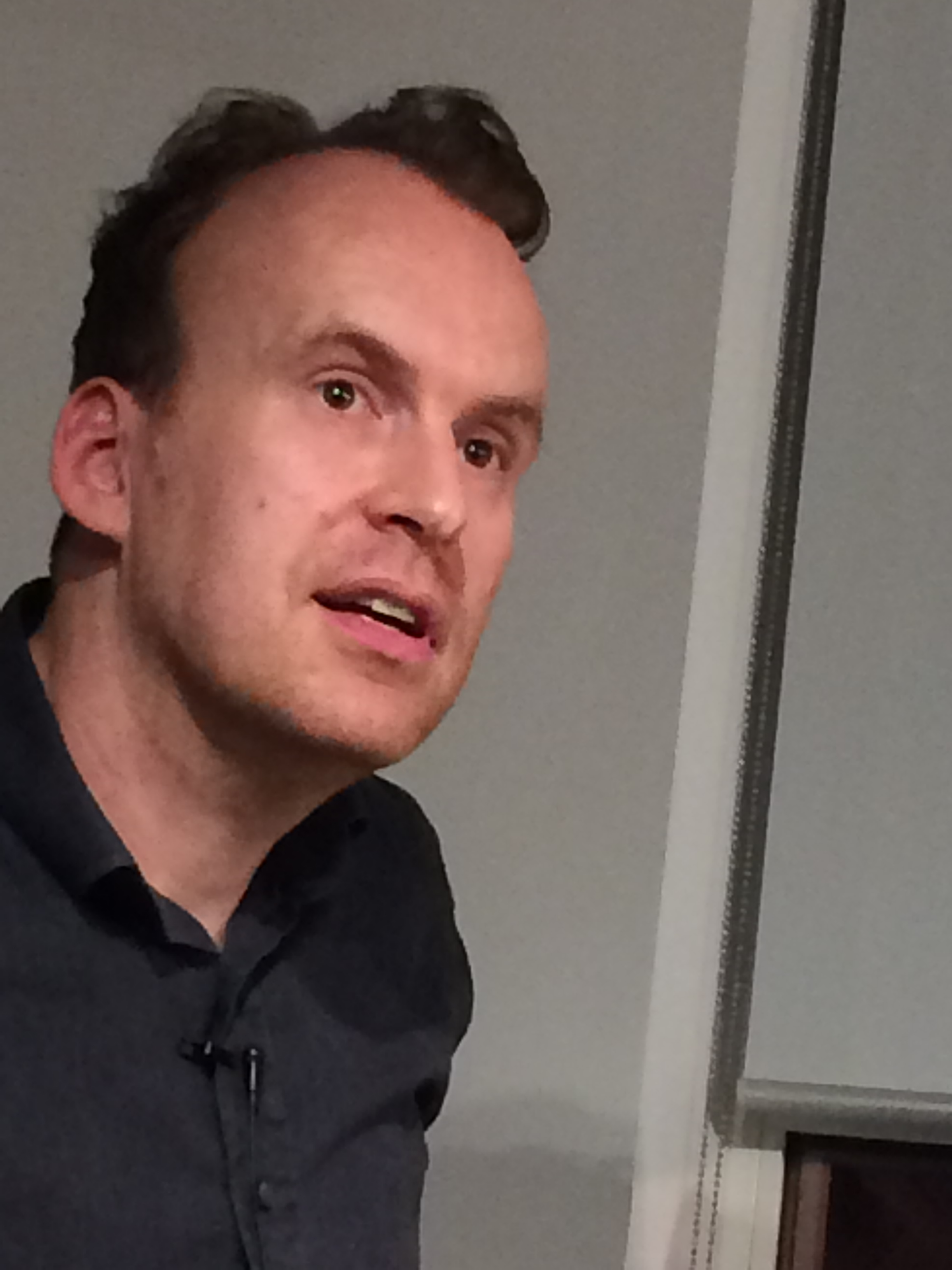

매트 헤이그 (Matt Haig, 1975년 7월 3일 ~ )는 영국의 소설가이자 저널리스트이다. 그는 어린이와 성인을 위한 픽션과 논픽션을 모두 썼으며, 종종 사변적 픽션 장르의 작품을 썼다.
《휴먼》(The Humans), 《영국의 마지막 가족》(The Last Family in England), 《래들리 가족》(The Radleys), 《미드나잇 라이브러리》(The Midnight Library) 등의 작품이 있으며, 어린이와 청소년을 위한 책도 썼다. 그의 작품은 세계 30개 언어로 번역되었다.